# لوون نرسیسیان
لوون هراچیایی نرسیسیان (ارمنی: Լևոն Հրաչյայի Ներսիսյան؛ زادهٔ ۲۴ دسامبر ۱۹۳۱ - ۲۷ نوامبر ۱۹۹۹) بازیگر و تاریخ‌نگار ادبی اهل ارمنستان بود.

## زندگی‌نامه
وی در ۲۴ دسامبر ۱۹۳۱ در ایروان به دنیا آمد و از دانشگاه دولتی ایروان فارغ‌التحصیل شد. وی برنده جوایزی همچون مدال موسس خورناتسی (۱۹۹۴) است. وی در ۲۷ نوامبر ۱۹۹۹ در سن ۶۷ سالگی در ایروان درگذشت.

## نگارخانه

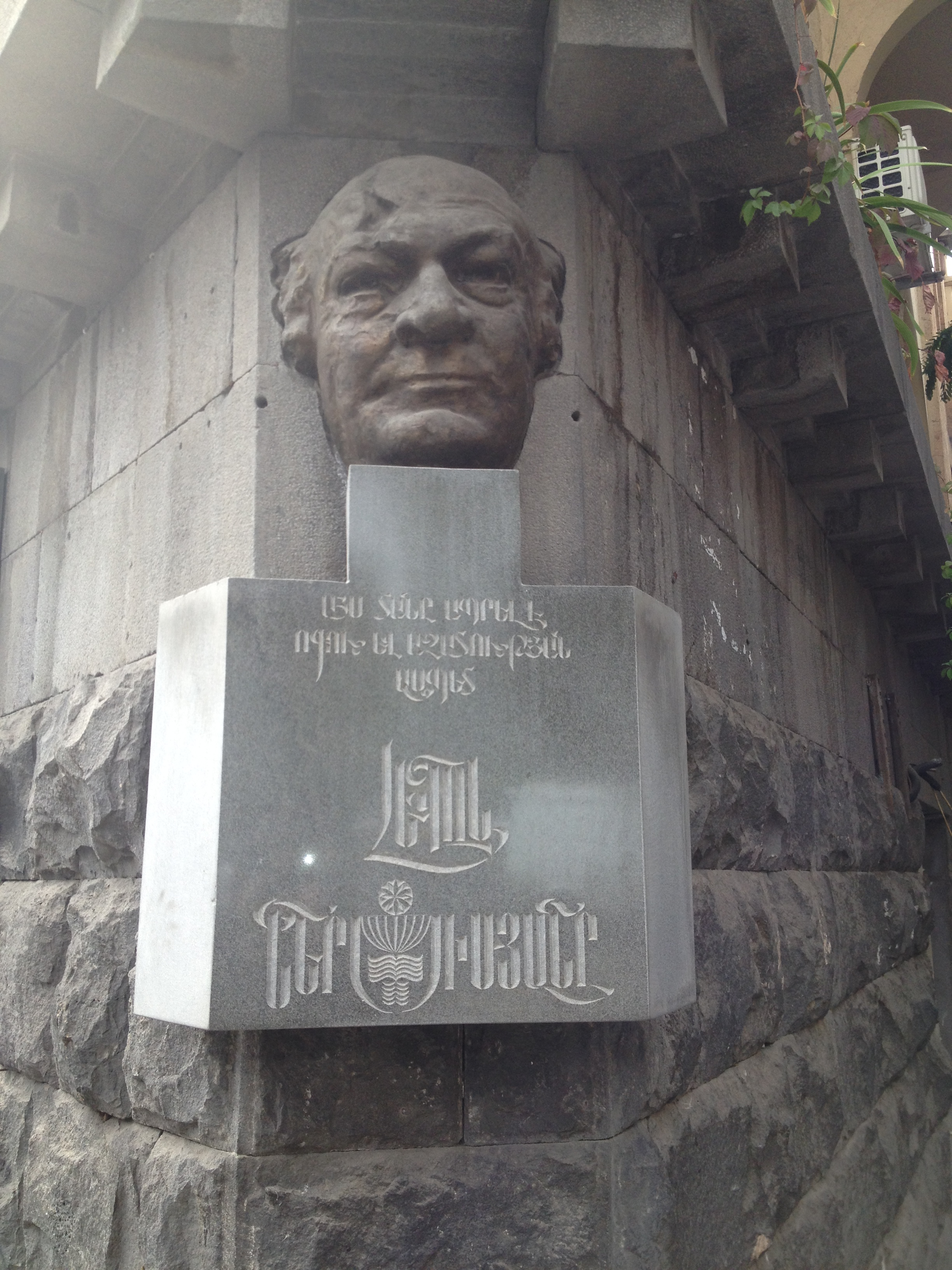